# مول، بلجيكا
مول (تنطق بالهولندية: [mɔl]) هي بلدية تقع في بلجيكا بمقاطعة أنتفيرب. البلدية تحوي بلدة مول فقط. في 1 يناير 2014بلغ عدد سكان مول 35,395 نسمة. والمساحة الكلية 114.19 كم² مما يعطي كثافة سكانية 307 نسمة لكل كم².

## أعلام
- فيليب ديولف
- أوليفييه موتيس
- توم سينتفيت
- بول أليرتس
- ويلفريد بيترز